# Eduardo Missoni
Eduardo Missoni (Roma, 31 luglio 1954) è un educatore e medico italiano; è stato segretario generale dell'Organizzazione Mondiale del Movimento Scout dal 1º aprile 2004 al 30 novembre 2007.

## Carriera
Missoni ha ricevuto la sua formazione medica e specialistica in medicina tropicale alla Sapienza Università di Roma. Ha successivamente conseguito un Masters Degree della London School of Hygiene & Tropical Medicine. È docente e ricercatore di salute globale presso l'università Bocconi e l'università statale di Milano. La sua area di insegnamento e di ricerca è legata principalmente alla gestione della cooperazione allo sviluppo sanitario e alla gestione di strategie globali per la salute.
Ha iniziato la sua carriera come medico volontario in Nicaragua e sulla base di questa esperienza scrive Misa Campesina. In seguito ha lavorato come funzionario UNICEF in Messico. Ha lavorato per la Direzione generale per la cooperazione allo sviluppo in qualità di rappresentante e consulente per i programmi di cooperazione socio-sanitaria in America Latina e nell'Africa subsahariana. In occasione della presidenza italiana del vertice, nel 2001 ha presieduto il gruppo degli esperti sanitari del G8.
Missoni è stato tra i fondatori dell'associazione di promozione sociale saluteglobale.it e del precursore Osservatorio Italiano sulla Salute Globale (di cui fu presidente fino al 2004); inoltre con l'Associazione degli Operatori di Cooperazione allo Sviluppo (AdOCS) con la quale nel 1999 coordinò e promosse una proposta di legge partecipativa e trasversale rispetto a tutte le forze politiche per la riforma del settore.

## Scautismo
In gioventù Missoni ha aderito, in Italia, al movimento scout, entrando nell'Associazione Scouts Cattolici Italiani (ASCI) nel 1964, associazione nella quale ha prestato servizio come Capo dal 1973 al 1979 (quando questa era oramai divenuta Associazione Guide e Scouts Cattolici Italiani). Dopo questa data non è più attivo nello scautismo, finché il 1º aprile 2004 diviene segretario generale dell'Organizzazione Mondiale del Movimento Scout (OMMS).

### La crisi dell'Organizzazione Mondiale del Movimento Scout
Il 15 ottobre 2007, un gruppo di Organizzazioni Scout Nazionali (OSN) scrissero una lettera aperta di denuncia al Comitato Scout Mondiale (World Scout Committee). Le lamentele principali riguardavano il fatto che il World Scout Bureau non stesse focalizzando la propria attenzione sulle OSN, in particolare quelle nei paesi in via di sviluppo, e che ci fossero problemi di governance e di gestione all'interno del World Scout Bureau.
Due giorni più tardi, i Boy Scouts of America inviarono una lettera al WSC ribadendo la loro posizione, e affermando che avrebbero trattenuto i finanziamenti a favore del WSB finché l'attuale segretario generale non fosse stato sostituito e non fossero stati intrapresi opportuni processi atti a riportare il WSB alla sua missione fondamentale. Svenska Scoutrådet seguì l'iniziativa con una lettera simile. La World Scout Foundation, istituita per assicurare una affidabile fonte di finanziamento per il movimento, si allineò alla stessa maniera.
Il Comitato Scout Mondiale scrisse una risposta a queste richieste il 24 ottobre, risposta non diffusa. Diverse OSN espressero preoccupazione per questa coercizione economica. Il 12 novembre 2007, il World Scout Committee si riunì al Cairo e Missoni fu sollevato dal suo ruolo di segretario generale, nonostante la sua opposizione e quella di molti dei membri del comitato. Missoni avrebbe mantenuto funzioni di rappresentanza fino al 30 novembre.
Il 30 novembre 2007, Eduardo Missoni scrisse una cronologia di quella che egli ha definito un "colpo di stato" sulla sua pagina web personale, rilasciando molti documenti che non erano noti al momento e dando il suo punto di vista. Tali documenti non sono più visibili sul suo sito, ma si possono reperire anche altrove.

## Opere letterarie
- Eduardo Missoni e Dominique Bénard, Dialogo sullo Scautismo. Pedagogia e organizzazion, Youcanprint, 2024, ISBN 9791222742939.
- Eduardo Missoni e Daniele Alesani, Management of International Institutions and NGOs: Insights for Global Leaders, 2ª ed., Taylor & Francis Ltd, 2024, ISBN 978-0-367-13304-7.
- Nicoletta Dentico e Eduardo Missoni, Geopolitica della salute. Covid-19, OMS e la sfida pandemica, collana Problemi aperti, Rubbettino, 2021, ISBN 978-88-498-6462-5.
- Eduardo Missoni, Global Health Governance and Policy. An Introduction, Routledge, 2019, ISBN 978-0-8153-9329-0.
- Eduardo Missoni, Elementi di salute globale. Globalizzazione, politiche sanitarie e salute umana, 2ª ed., Franco Angeli, 2016, ISBN 978-88-917-2693-3.
- Eduardo Missoni e Fabrizio Tediosi, Education in global health policy and management, collana Biblioteca dell'economia d'azienda. Extra, EGEA, 2013, ISBN 9788823843271.
- Eduardo Missoni, Misa campesina. Un medico italiano nel Nicaragua rivoluzionario, Borla, 2001, ISBN 88-263-1381-4.